# Pomona Park
Pomona Park ist eine Stadt im Putnam County im US-Bundesstaat Florida. Das U.S. Census Bureau hat bei der Volkszählung 2020 eine Einwohnerzahl von 784 ermittelt. 

## Geographie
Pomona Park liegt rund 25 km westlich von Palatka sowie etwa 100 km südlich von Jacksonville.

## Geschichte
Die Stadt wurde 1874 gegründet. Erstmaligen Eisenbahnanschluss erhielt sie 1886 durch eine Verlängerung der Bahnstrecke der Jacksonville, Tampa & Key West Railway von Jacksonville über Palatka nach Sanford. Nach mehreren Verkäufen und Umstrukturierungen kam die Strecke 1986 schließlich in den Besitz von CSX Transportation.

## Demographische Daten
Laut der Volkszählung 2010 verteilten sich die damaligen 912 Einwohner auf 441 Haushalte. Die Bevölkerungsdichte lag bei 120 Einw./km². 81,1 % der Bevölkerung bezeichneten sich als Weiße, 7,9 % als Afroamerikaner, 1,3 % als Indianer und 1,2 % als Asian Americans. 6,6 % gaben die Angehörigkeit zu einer anderen Ethnie und 1,9 % zu mehreren Ethnien an. 15,4 % der Bevölkerung bestand aus Hispanics oder Latinos.
Im Jahr 2010 lebten in 30,7 % aller Haushalte Kinder unter 18 Jahren sowie 39,7 % aller Haushalte Personen mit mindestens 65 Jahren. 62,0 % der Haushalte waren Familienhaushalte (bestehend aus verheirateten Paaren mit oder ohne Nachkommen bzw. einem Elternteil mit Nachkomme). Die durchschnittliche Größe eines Haushalts lag bei 2,53 Personen und die durchschnittliche Familiengröße bei 3,10 Personen.
26,8 % der Bevölkerung waren jünger als 20 Jahre, 22,8 % waren 20 bis 39 Jahre alt, 25,1 % waren 40 bis 59 Jahre alt und 25,2 % waren mindestens 60 Jahre alt. Das mittlere Alter betrug 40 Jahre. 49,7 % der Bevölkerung waren männlich und 50,3 % weiblich.
Das durchschnittliche Jahreseinkommen lag bei 30.489 $, dabei lebten 26,5 % der Bevölkerung unter der Armutsgrenze.
Im Jahr 2000 war Englisch die Muttersprache von 97,34 % der Bevölkerung und Spanisch sprachen 2,66 %.

## Verkehr
Pomona Park wird vom U.S. Highway 17 (SR 15) durchquert. Der nächste Flughafen ist der Daytona Beach International Airport (rund 85 km südöstlich).